# Dinastia Lý Inicial
A Dinastia Lý Inicial (em vietnamita: nhà Tiền Lý; chữ Nôm: 茹前李), também conhecida na historiografia como a Antiga Dinastia Lý ou Dinastia Lý Anterior, oficialmente Vạn Xuân (chữ Hán: 萬春; "Miríade de Primavera"), foi uma dinastia do Vietnã que existiu de 544 a 602 d.C.. Seu fundador Lý Bí assumiu o título de "Imperador do Sul" (Lý Nam Đế). A capital estava localizada em Long Biên na atual Hanói.

## Lý Bí e o Reino de Vạn Xuân
Lý Bí (503–548) nasceu em Thái Bình, (Sơn Tây). Em 543, ele e seu irmão Lý Thiên Bảo se revoltaram contra a dinastia chinesa Liang para ganhar a independência. Muitas razões são dadas para o motivo de sua revolta, entre elas o fato de que ele era membro de uma família rica e, tendo sido reprovado em um exame imperial, decidiu se revoltar.
O século VI foi um estágio importante na evolução política vietnamita em direção à independência. Durante esse período, a aristocracia vietnamita, embora mantivesse as formas políticas e culturais chinesas, tornou-se cada vez mais independente da China. Ao mesmo tempo, surgiram líderes indígenas que reivindicaram o poder com base nas tradições vietnamitas de realeza. Uma série de revoltas fracassadas no final do século VI e início do século VII alimentou a consciência nacional vietnamita. Lý Bí, o fundador da dinastia, era descendente de uma família chinesa que fugiu para o Delta do Rio Vermelho durante um período de turbulência dinástica no primeiro século d.C.           Lý Bí declarou-se imperador do Vietnã na tradição de Triệu Đà e organizou uma corte imperial em Long Biên. 

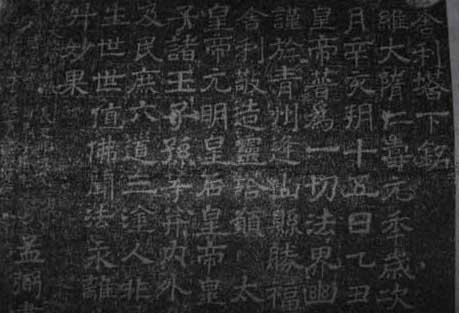
Inscrição budista escrita em 601 no pagode Tran Quoc

Em 544, Lý Bí derrotou a dinastia Liang, proclamou-se imperador e nomeou o país Vạn Xuân. Nesta época, ele construiu o Pagode de Trấn Quốc em Hanói. 

## Resistência contra os Liang
Em 545, o Imperador Wu de Liang enviou tropas para recapturar a região. Em 546, a fortaleza de Gia Ninh caiu, Lý Bí e seu exército fugiram e travaram uma guerra de guerrilha contra os Liang.
Enquanto a família Lý se retirava para as montanhas e tentava governar no estilo de seus senhores chineses, um líder rebelde que baseou seu governo em uma forma indígena de realeza surgiu no Delta do Rio Vermelho. Triệu Quang Phục estabeleceu sua sede em uma ilha em um vasto pântano.  Desse refúgio, ele poderia atacar sem aviso, confiscando suprimentos do exército Liang e então retornando aos canais labirínticos do pântano. De acordo com um revolucionário vietnamita muito posterior, o general Võ Nguyên Giáp, os conceitos vietnamitas de guerra prolongada nasceram nas ofensivas surpresa, ataques noturnos e táticas de ataque e fuga empregadas por Triệu Quang Phục. 
Após o assassinato de Lý Nam Đế em 547, seu irmão mais velho, Lý Thiên Bảo, tornou-se o governante de fato de Vạn Xuân. Lý Thiên Bảo morreu de uma doença em 555 e não deixou herdeiros, isso levou os militares e oficiais a elegerem Triệu Quang Phục como líder e governante de fato. No entanto, sua eleição para liderar a guerra contra os Liang não foi incontestável, pois outros membros proeminentes da família de Lý Nam Đế começaram a desafiar a liderança de Triệu Quang Phục. Os membros restantes da família Lý e a aliança Triệu Quang Phục começaram a desmoronar, pois ambos os lados reivindicaram legitimidade. Enquanto Triệu Quang Phục reivindicou a sucessão legítima obtida por meio de oficiais da corte, militares e da população em geral. Por outro lado, os membros da família Lý alegavam que a liderança legítima deveria ser mantida por meio da herança tradicional, pois eles ainda eram considerados a família governante nominalmente. 
Por mais fortes que os chineses fossem, eles não conseguiram fazer nenhum progresso contra o tipo de guerra idealizada pelo generalíssimo Triệu Việt Vương. Este período indeciso durou até 557, quando finalmente uma trégua veio para Vạn Xuân. A dinastia Liang estava sob guerra civil durante a rebelião de Hou Jing e as habilidades e tropas do famoso general chinês Chen Baxian (Trần Bá Tiên) eram necessárias em sua terra natal para reprimir uma revolta. As forças vietnamitas, no entanto, não tiveram tempo para se alegrar com as notícias desta trégua temporária. 

## Guerra civil
Pouco depois da morte de Lý Thiên Bảo, um membro da família Lý, Lý Phật Tử (primo de Lý Thiên Bảo) reivindicou o trono imperial e desafiou Triệu Quang Phục. Ambos os lados competiram entre si e uma guerra civil eclodiu pelo trono, sem nenhuma vitória decisiva. Temendo se envolver em lutas internas que só frustrariam o povo, Triệu Việt Vương negociou uma trégua e paz. De Long Biên para o norte estaria sob o governo de Lý Phật Tử e as terras ao sul de Long Biên pertenceriam a Triệu Việt Vương. 
Em 571, Lý Phật Tử quebrou a trégua e atacou o domínio de Triệu Quang Phục. Como o domínio de Triệu Quang Phục não estava preparado ou imaginava que Lý Phật Tử atacaria, eles foram facilmente derrotados. Sua capital foi saqueada e queimada pelas forças de Lý Phật Tử, mas ele conseguiu escapar. Durante sua retirada, Triệu Quang Phục cometeu suicídio. As forças e territórios restantes de Triệu Quang Phục se renderam e foram incorporados aos domínios de Lý Phật Tử. 

## Invasão Sui
O novo Império Sui derrotou a dinastia Chen em 589, unificando a China no processo. O imperador Wen de Sui enviou um enviado a Vạn Xuân, exigindo que Lý Phật Tử se submetesse como estado vassalo, mas Lý recusou. Em 602, Lý Phật Tử ofereceu dinheiro ao governador de Qi Zhuo Lệnh Hồ Hy,  O imperador Wen de Sui ficou furioso e executou Lệnh Hồ Hy por corrupção. Ele ordenou que o general Liu Fang invadisse Vạn Xuân com 100.000 soldados. O imperador de Vạn Xuân (Lý Phật Tử) rendeu-se aos Sui, marcando o início da renovada dominação chinesa no Vietnã. 

## Monarcas
- Lý Nam Đế I (r. 542–548) O nome pré-trono de Lý Nam Đế era Lý Bí, também conhecido como Lý Bôn. [17]
- Lý Thiên Bảo (r. 548–555, co-reinou com Triệu Quang Phục)
- Triệu Việt Vương (r. 548–571, 555–571 como único governante)
- Lý Nam Đế II (Lý Phật Tử) (r. 571–602)
- Lý Sư Lợi (603)